# Tamara Leonelli
Tamara Isabel Leonelli Leonelli (Temuco, 5 de junio de 1997) es una jugadora chilena de tenis de mesa adaptado que compite en eventos de nivel internacional. 

## Trayectoria
Leonelli nació con espina bífida, y desde los tres meses de edad comenzó a participar en el Instituto Teletón de Temuco para trabajar en su tratamiento y rehabilitación. 
Con 16 años participó en un campeonato nacional de tenis de mesa adaptado donde resultó ganadora, lo que la clasificó a los Juegos Parasuramericanos de 2014. Al año siguiente obtuvo medalla de bronce en los Juegos Parapanamericanos de Toronto 2015. 
En 2019 fue la primera tenimesista chilena en ganar oro en los Juegos Parapanamericanos y la primera chilena en clasificarse para competir en su disciplina los Juegos Paralímpicos de 2020, luego de ganar la medalla de oro en individuales femeninos en los Juegos Parapanamericanos de Lima.
Junto a Vicente Almonacid, fue la abanderada de la delegación chilena en la ceremonia de apertura de los Juegos Parapanamericanos de Santiago 2023, donde revalidó su medalla de oro en la categoría C5, y aseguró su clasificación a los Juegos Paralímpicos de París 2024.
Desde diciembre de 2021, es la presidenta de la Comisión de Deportistas Paralímpicos.